# Doblhoff Wn 342
Il Doblhoff Wn 342, indicato anche come Doblhoff WNF 342, era un elicottero sperimentale realizzato dall'azienda austriaca Wiener Neustädter Flugzeugwerke GmbH (WNF) negli anni quaranta.
Destinato ad equipaggiare unità leggere o U-Boot della Kriegsmarine venne realizzato in soli tre esemplari che non superarono mai la fase iniziale di prototipo.
Fu il primo elicottero al mondo a volare utilizzando un rotore del tipo tip jet, ovvero spinto da aria emessa dalle estremità delle pale.

## Varianti
Wn 342 V1
primo esemplare equipaggiato con un motore Walter Mikron II da 60 PS (44 kW).
Wn 342 V2
Wn 342 V1 modificato con una nuova sezione di coda equipaggiato con un motore Hirth HM 504 da 105 PS (77 kW)
Wn 342 V3
secondo esemplare realizzato che adottava un nuovo rotore dalla maggiore superficie; rimase distrutto durante le prove.
Wn 342 V4
ultimo esemplare realizzato, variante biposto, dotato di un nuovo sistema di controllo ed equipaggiato con un motore Bramo Sh 14A da 140 PS (103 kW).